# Литературный музей Кубани
Литературный музей Кубани —  музей в Краснодаре, представляющий литературную жизнь Кубани с первой половины XVIII века до наших дней. Является отделом Краснодарского государственного историко-археологического музея-заповедника им. Е. Д. Фелицына. Расположен в здании — единственном сохранившемся в Краснодаре образце деревянного зодчества начала XIX века.

## История
Мысль о создании в Краснодаре Литературного музея Кубани появилась еще в 1950-е годы. Одним из первых на дом Кухаренко обратил внимание краевед Виталий Бардадым. У истоков создания музея стояли кубанские писатели Павел Иншаков, Виктор Иваненко, Василий Попов, Александр Стрыгин. Писатели-краеведы Николай Веленгурин и Иван Савченко занимались комплектованием материалов.
Открыт 1 сентября 1988 года.
Расположен в памятнике архитектуры первой четверти XIX века — доме наказного атамана Черноморского казачьего войска Якова Герасимовича Кухаренко, одного из первых кубанских литераторов. 
Экспозиция музея освещает литературную жизнь Кубани с первой половины XVIII века до наших дней. Пройдя по залам музея, посетители познакомятся с уникальными рукописными и старопечатными книгами, с коллекцией кубанских дореволюционных периодических изданий, с историко-этнографическими очерками известных исследователей местного края: И. Д. Попки, Ф. А. Щербины, Е. Д. Фелицына, П. П. Короленко, с материалами, рассказывающими о пребывании на Кубани Демьяна Бедного, В. В. Вишневского, В. В. Маяковского, Н. А. Островского, кубанских писателей — участников Великой Отечественной войны и современных кубанских литераторов.
Один из разделов музея посвящён бывшему хозяину — Я. Г. Кухаренко. В экспозиции представлены книги, документы, рассказывающие о жизни этой замечательной семьи, и многое другое.
В экспозиции представлена часть библиотеки, находившейся на борту торпедного катера, погибшего во время Керченско-Эльтигенской операции в ноябре 1943 года и поднятого подводной экспедицией музея-заповедника в 2012 году.

## Деятельность
В музее проводятся обзорные и тематические экскурсии, лекции, музейные уроки, литературные вечера, встречи с кубанскими прозаиками и поэтами, стационарные и передвижные выставки, организовывает выставки, лекции и семинары, посвященные тому или иному писателю, той или иной эпохе в развитии литературы на Кубани.